# Easby (Hambleton)
Pour les articles homonymes, voir Easby.
Easby est un village et une paroisse civile du Yorkshire du Nord, en Angleterre.